# Frederik Meidell
Frederik Vilhelm Berg Meidell, född den 5 juli 1833 i Helsingör, död den 1 februari 1913 i Köpenhamn, var en dansk historiker.
Meidell blev 1852 löjtnant, deltog i 1864 års krig och var 1865-1905 kapten i reserven. 